# Nyitott szívvel
A Nyitott szívvel az Ossian második balladaválogatása, a 30 év legszebb balladái album folytatása, amely az Acélszív lemez megjelenésének 30., a zenekar újjáalakulásának huszadik évfordulója, és Paksi Endre énekes 60. születésnapjának tiszteletére jelent meg. A korai időszakból (1986-1994) három dal kapott rajta helyet: az Emberi dolgok lemezről a címadó tétel és A szerelem országútján, valamint a Keresztút albumról a Mikor eltalál téged. Előbbi a Lélek Hangja válogatáson megjelent verzióban került fel, míg utóbbi két dalt a jelenlegi felállás újravette. A többi dal a zenekar újjáalakulása óta eltelt időszakból való.

## Dalok
1. A szerelem országútján (1993) – új felvétel (2018)
2. Ahol a szürkeség véget ér (2017)
3. A barát (2015)
4. A tél hercegnője (2002)
5. Mikor eltalál téged (1994) – új felvétel (2018)
6. Végállomás motel (2002)
7. Emberi dolgok (1993)- nagyzenekari verzió (A lélek hangja,2006)
8. Külvárosi álmok (2009)
9. Soha nem lehet (2016)
10. Egyek vagyunk (1999)
11. Pogány ima (2001)
12. Ezredszer (2013)
13. A Búcsú (2015)
14. Köd előtted, köd mögötted (2017)
15. Az egyetlen (2002) -akusztikus verzió (A lélek hangja,2006)
16. Az újrakezdés súlya (2005)
17. Törékeny kép (2004)
18. Kettőből egy (2011)

## Ossian zenekar
- Paksi Endre – ének, vokál, kórus
- Rubcsics Richárd – gitár, kórus
- Erdélyi Krisztián – basszusgitár, kórus (kivéve 10-11)
- Kálozi Gergely – dobok (1-3, 5, 12-14)

## Volt Ossian-tagok
- Wéber Attila – gitár, kórus (4,6-8, 11-12, 15-18)
- Hornyák Péter – dobok (4, 6-8, 10-11, 15-18)
- Jakab Viktor – basszusgitár , kórus (10-11)
- Cserfalvi Zoltán "Töfi" – gitár (10)

## Közreműködők
- Nachladal Tamás – vokál, kórus (3,9,13,17,18)
- Nagy "Liszt" Zsolt – billentyűs hangszerek, kórus (9,13)
- Ádám Attila (Tales of Evening) – billentyűs hangszerek, kórus (1-2,14)
- Küronya Miklós † – billentyűs hangszerek (6,16) ,basszusgitár (4)
- Veér Bertalan, Hegyaljai-Boross Zoltán, Négyesi Katalin – vonósok (7,15)
- Nachladal István, Répássy "Rocklexikon" Gábor, Duna Róbert – vokál, kórus (15,16)
- A Kismarosi Római Katolikus Templom Énekkara (karnagy: Embey-Isztin Gabriella) (2,14)
- Kalapács József (kórusvokál) (2,14)
- Kozma Tamás (kórusvokál) (2,14)
- Szlukovinyi Tamás (kórusvokál) (2,14)
- Kökény "Betyus" Sándor (kórusvokál) (2,14)
- Deli Zsolt (kórusvokál – Csodatanker zenekar) (2,14)